# سيبريان برودان
سيبريان برودان (بالرومانية: Ciprian Prodan)‏ هو لاعب كرة قدم روماني في مركز الهجوم، ولد في 28 أبريل 1979 في ساتو ماري في رومانيا. لعب مع بولتيهنيكا تيميسوارا وجامعة كلوج ونادي براشوف ونادي تارغو موريش.

## وصلات خارجية
- سيبريان برودان على موقع قاعدة بيانات كرة القدم.إي يو (الإنجليزية)
- سيبريان برودان على موقع Soccerway.com (الإنجليزية)